# Pillanallur
Pillanallur è una suddivisione dell'India, classificata come town panchayat, di 9.213 abitanti, situata nel distretto di Namakkal, nello stato federato del Tamil Nadu. In base al numero di abitanti la città rientra nella classe V (da 5.000 a 9.999 persone).

## Geografia fisica
La città è situata a 11° 26' 17 N e 78° 07' 54 E.

## Società

### Evoluzione demografica
Al censimento del 2001 la popolazione di Pillanallur assommava a 9.213 persone, delle quali 4.598 maschi e 4.615 femmine. I bambini di età inferiore o uguale ai sei anni assommavano a 848, dei quali 413 maschi e 435 femmine. Infine, coloro che erano in grado di saper almeno leggere e scrivere erano 6.136, dei quali 3.522 maschi e 2.614 femmine.